# Йованович, Боро
Боро Йованович (хорв. и серб. Boro Jovanović; 21 октября 1939, Хорватская бановина, Королевство Югославия — 19 декабря 2023, Загреб) — югославский теннисист, финалист Уимблдонского турнира в мужском парном разряде (1962), четвертьфиналист чемпионата Франции по теннису в мужском одиночном разряде (1968), четвертьфиналист Уимблдонского турнира в смешанном парном разряде (1963), финалист Американской зоны Кубка Дэвиса 1962 года (в составе сборной Югославии).

## Биография
Боро Йованович родился 21 октября 1939 года в Загребе, входившем тогда в Хорватскую бановину Королевства Югославия. Серб по происхождению. С 1952 года играл в теннис в клубе «Медвешчак» (хорв. Medveščak). В 1958 году окончил классическую гимназию в Загребе, в том же году участвовал в чемпионате Югославии по теннису.
В 1959—1974 годах Йованович по крайней мере пятнадцать раз выступал на чемпионате Франции по теннису. Его лучшим результатом в одиночном разряде был выход в четвертьфинал в 1968 году, в котором он уступил испанцу Андресу Химено со счётом 4-6, 0-6, 2-6. В 1962 и 1973 годах Йованович доходил до 4-го круга соревнований, где проигрывал индийскому теннисисту Раманатхану Кришнану и чехословацкому теннисисту Яну Кодешу, соответственно.
В 1959—1973 годах Йованович восемь раз выступал на Уимблдонском турнире, но в одиночном разряде ему лишь три раза удалось дойти до 2-го круга — в 1959, 1960 и 1963 годах. На турнире 1962 года, выступая в паре со своим соотечественником Николой Пиличем, Йованович дошёл до финала в мужском парном разряде, но в решающем матче югославская пара в четырёх сетах уступила австралийцам Фреду Столлу и Бобу Хьюитту со счётом 2-6, 7-5, 2-6, 4-6. В смешанном парном разряде лучшим результатом Йовановича был выход в четвертьфинал в 1963 году (вместе с француженкой Жанин Лиффриг).
В 1962 и 1965 годах Йованович участвовал в чемпионате США в одиночном разряде, но оба раза проигрывал в 1-м круге. В 1962 году он также участвовал в чемпионате Австралии в одиночном разряде, где уступил во 2-м круге.
В 1959—1974 годах Йованович играл за сборную Югославии в Кубке Дэвиса. В 1962 году команда Югославии вышла в финал Американской зоны, в котором проиграла команде Мексики со счётом 1-4 (Йованович уступил в одной одиночной и одной парной встречах). За всю карьеру в Кубке Дэвиса у Йовановича было 18 побед и 22 поражения в одиночных встречах и 11 побед и 14 поражений в парных встречах.
В 1961 году Йованович стал двукратным чемпионом летней Универсиады, проходившей в Софии, завоевав золотые медали и в одиночном разряде, и в паре с Николой Пиличем. Йованович был неоднократным чемпионом Югославии по теннису: два раза, в 1961 и 1965 годах, в одиночном разряде, и семь раз в парном разряде (в 1958 году в паре с П. Брикси, а в 1961—1966 годах — в паре с Николой Пиличем). Йованович также побеждал на международных турнирах в Югославии, в 1959 и 1961 годах в одиночном разряде, а в 1960, 1961, 1963 и 1964 годах — в паре с Пиличем. Он также был победителем или финалистом международных турниров, проходивших в Австрии (1962, 1964), Египте (1962), Индонезии (1962), Италии (1963), Марокко (1963), Швеции (1963), Колумбии (1963), Тунисе (1964) и Португалии (1966). В частности, в 1963 году Йованович играл в финале чемпионата Италии в одиночном разряде, в котором он уступил австралийцу Мартину Маллигану со счётом 2-6, 6-4, 3-6, 6-8.
Йованович входил в десятку лучших теннисистов мира в одиночном разряде — по итогам 1963 года теннисный обозреватель Ланс Тингей из газеты «The Daily Telegraph» поставил его на восьмое место. В конце своей теннисной карьеры, в 1972—1975 годах, Йованович выступал в профессиональном туре World Championship Tennis (WCT) — за это время у него было 67 побед и 87 поражений в одиночном разряде; наилучшее место в мировом рейтинге — 62-е. Два раза, в 1962 и 1963 годах, Йованович был признан лучшим хорватским спортсменом года по версии газеты «Sportske novosti» (в 1962 году — один, а в 1963 году — вместе с Николой Пиличем). В 2022 году Хорватская теннисная ассоциация присудила Йовановичу награду за карьерные достижения.
Умер в своём семейном доме в Загребе 19 декабря 2023 года. У него остались жена Кьяра и сын Рони, которые постоянно проживают в США.

## Выступления на турнирах

### Финалы турниров Большого шлема

#### Парный разряд: 1 финал (1 поражение)
| Результат | №  | Год  | Турнир              | Партнёр      | Соперники             | Счёт               |
| Поражение | 1. | 1962 | Уимблдонский турнир | Никола Пилич | Фред Столл Боб Хьюитт | 2-6, 7-5, 2-6, 4-6 |

### Участие в финальных матчах Кубка Дэвиса (1)

#### Поражение (1)
| №  | Год  | Турнир                           | Команда                                       | Соперник в финале                                      | Счёт |
| 1. | 1962 | Кубок Дэвиса (Американская зона) | Югославия Н. Пилич, Б. Йованович, В. Пресечки | Мексика А. Палафокс, Ф. Контрерас, М. Льямас, Р. Осуна | 1-4  |